# Deuxième circonscription de la Marne
La deuxième circonscription de la Marne est l'une des cinq circonscriptions législatives françaises que compte le département de la Marne (51) situé en région Champagne-Ardenne puis Grand Est.

## Description géographique et démographique

### De 1958 à 1986
Le département avait quatre circonscriptions.
La deuxième circonscription de la Marne était composée de :
- canton de Beine-Nauroy
- canton de Bourgogne
- canton de Reims-II
- canton de Reims-IV
- canton de Suippes

Source : Journal Officiel du 14-15 Octobre 1958.

### De 1988 à 2014
La deuxième circonscription de la Marne est délimitée par le découpage électoral de la loi n°86-1197 du 24 novembre 1986, elle regroupe les divisions administratives suivantes : 
- Canton de Fismes
- Canton de Reims-III
- Canton de Reims-VII
- Canton de Reims-IX
- Canton de Verzy
- Canton de Ville-en-Tardenois

D'après le recensement général de la population en 1999, réalisé par l'Institut national de la statistique et des études économiques (INSEE), la population totale de cette circonscription est estimée à 103 767 habitants,.

### Depuis 2012
La deuxième circonscription de la Marne est délimitée par le découpage électoral de la loi n°2010-165 du 23 février 2010 : 
- Canton de Châtillon-sur-Marne (moins les communes de Courtagnon, Nanteuil-la-Forêt et Pourcy),
- Canton de Fismes
- Canton de Reims I
- Canton de Reims III
- Canton de Reims V
- Canton de Reims VIII
- Canton de Ville-en-Tardenois.

Depuis le redécoupage cantonal de 2014 en France, cette circonscription englobe les cantons suivants :
- Canton de Châtillon-sur-Marne (moins les communes de Courtagnon, Nanteuil-la-Forêt et Pourcy)
- Canton de Fismes
- Canton de Reims-I
- Canton de Reims-III
- Canton de Reims-V
- Canton de Reims-VIII
- Canton de Verzy
- Canton de Ville-en-Tardenois

## Historique des députations
| Législature | Début de mandat | Fin de mandat   | Député               | Parti politique       | Observations |
| ----------- | --------------- | --------------- | -------------------- | --------------------- | --- |
| IXe         | 23 juin 1988    | 1er avril 1993  | Georges Colin        | PS                    | |
| Xe          | 2 avril 1993    | 21 avril 1997   | Jean-Claude Étienne, | RPR,                  | Mandat écourté à la suite d'une dissolution parlementaire décidée par Jacques Chirac. |
| XIe         | 12 juin 1997    | 18 juin 2002    | Jean-Claude Étienne  | RPR                   | |
| XIIe        | 19 juin 2002    | 19 juin 2007    | Catherine Vautrin,   | UMP,                  | |
| XIIIe       | 20 juin 2007    | 19 juin 2012    | Catherine Vautrin    | UMP                   | |
| XIVe        | 20 juin 2012    | 20 juin 2017    | Catherine Vautrin    | UMP (2012) LR (2015)  | |
| XVe         | 21 juin 2017    | 21 juin 2022    | Aina Kuric           | LREM (2017) SE (2019) | |
| XVIe        | 22 juin 2022    | 2 décembre 2022 | Anne-Sophie Frigout  | RN                    | L'élection du 22 juin 2022 est invalidée par le Conseil constitutionnel et reportée aux 22 et 29 janvier 2023. Mandat écourté à la suite d'une dissolution parlementaire décidée par Emmanuel Macron. |
| XVIe        | 30 janvier 2023 | 9 juin 2024     | Laure Miller         | RE                    | L'élection du 22 juin 2022 est invalidée par le Conseil constitutionnel et reportée aux 22 et 29 janvier 2023. Mandat écourté à la suite d'une dissolution parlementaire décidée par Emmanuel Macron. |
| XVIIe       | 8 juillet 2024  | En cours        | Laure Miller         | RE                    | |

## Historique des élections

### Élections de 1958
| Candidat       | Candidat          | Parti          | Premier tour | Premier tour | Second tour | Second tour |  |
| Candidat       | Candidat          | Parti          | Voix         | %            | Voix        | %           |  |
| -------------- | ----------------- | -------------- | ------------ | ------------ | ----------- | ----------- |  |
|                | Marcel Falala élu | UNR            | 12 137       | 25,59        | 22 602      | 48,12       |  |
|                | René Tys          | PCF            | 10 484       | 22,1         | 12 321      | 26,23       |  |
|                | René Bride        | Modérés        | 7 001        | 14,76        | 12 045      | 25,65       |  |
|                | Robert Mirande    | SFIO           | 6 770        | 14,27        | Retrait     | Retrait     |  |
|                | Bernard Faupin    | MRP            | 5 264        | 11,1         | Retrait     | Retrait     |  |
|                | Gérard Cayré      | CR             | 3 004        | 6,33         | Retrait     | Retrait     |  |
|                | René Lundy        | Radsoc         | 2 769        | 5,84         | Retrait     | Retrait     |  |
|                |                   |                |              |              |             |             |  |
| Inscrits       | Inscrits          | Inscrits       | 65 432       | 100,00       | 65 426      | 100,00      |  |
| Abstentions    | Abstentions       | Abstentions    | 16 635       | 25,42        | 17 322      | 26,48       |  |
| Votants        | Votants           | Votants        | 48 797       | 74,58        | 48 104      | 73,52       |  |
| Blancs et nuls | Blancs et nuls    | Blancs et nuls | 1 368        | 2,8          | 1 136       | 2,36        |  |
| Exprimés       | Exprimés          | Exprimés       | 47 429       | 97,2         | 46 968      | 97,64       |  |

Le suppléant de Marcel Falala était Roger Raulet, boulanger-pâtissier à Reims. Roger Raulet remplaça Marcel Falala, décédé, du 1er décembre 1960 au 9 octobre 1962.

### Élections de 1962
| Candidat       | Candidat                   | Parti          | Premier tour | Premier tour | Second tour | Second tour |  |
| Candidat       | Candidat                   | Parti          | Voix         | %            | Voix        | %           |  |
| -------------- | -------------------------- | -------------- | ------------ | ------------ | ----------- | ----------- |  |
|                | Roger Raulet sortant réélu | UNR-UDT        | 18 036       | 43,1         | 25 954      | 61,82       |  |
|                | René Tys                   | PCF            | 10 941       | 26,15        | 16 031      | 38,18       |  |
|                | Robert Mirande             | SFIO           | 4 960        | 11,85        | Retrait     | Retrait     |  |
|                | René Bride                 | MRP            | 4 898        | 11,71        | Retrait     | Retrait     |  |
|                | Maurice Delvaux            | CNIP           | 3 008        | 7,19         | Retrait     | Retrait     |  |
|                |                            |                |              |              |             |             |  |
| Inscrits       | Inscrits                   | Inscrits       | 63 894       | 100,00       | 64 871      | 100,00      |  |
| Abstentions    | Abstentions                | Abstentions    | 20 885       | 32,69        | 20 613      | 31,78       |  |
| Votants        | Votants                    | Votants        | 43 009       | 67,31        | 44 258      | 68,22       |  |
| Blancs et nuls | Blancs et nuls             | Blancs et nuls | 1 166        | 2,71         | 2 273       | 5,14        |  |
| Exprimés       | Exprimés                   | Exprimés       | 41 843       | 97,29        | 41 985      | 94,86       |  |

Le suppléant de Roger Raulet était Jean Falala, fils de Marcel Falala, conseiller général du canton de Reims-2.

### Élections de 1967
| Candidat       | Candidat           | Parti          | Premier tour | Premier tour | Second tour | Second tour |  |
| Candidat       | Candidat           | Parti          | Voix         | %            | Voix        | %           |  |
| -------------- | ------------------ | -------------- | ------------ | ------------ | ----------- | ----------- |  |
|                | Jean Falala élu    | UD-Ve          | 23 247       | 44,47        | 27 849      | 55,45       |  |
|                | René Tys           | PCF            | 14 207       | 27,18        | 22 377      | 44,55       |  |
|                | René Maillard      | FGDS (SFIO)    | 6 933        | 13,26        | Retrait     | Retrait     |  |
|                | Jean-Marie Bureau  | CD (PDM)       | 5 335        | 10,21        |             |             |  |
|                | Jean Vancraeyenest | PSU            | 2 556        | 4,89         |             |             |  |
|                |                    |                |              |              |             |             |  |
| Inscrits       | Inscrits           | Inscrits       | 67 555       | 100,00       | 67 555      | 100,00      |  |
| Abstentions    | Abstentions        | Abstentions    | 14 188       | 21           | 15 179      | 22,47       |  |
| Votants        | Votants            | Votants        | 53 367       | 79           | 52 376      | 77,53       |  |
| Blancs et nuls | Blancs et nuls     | Blancs et nuls | 1 089        | 2,04         | 2 150       | 4,1         |  |
| Exprimés       | Exprimés           | Exprimés       | 52 278       | 97,96        | 50 226      | 95,9        |  |

Le suppléant de Jean Falala était François Guyard, docteur vétérinaire.

### Élections de 1968
|                | Jean Falala sortant réélu | UDR (URP)      | 26 609 | 51,02  |  |  |  |
|                | Michel Delaitre           | PCF            | 11 154 | 21,39  |  |  |  |
|                | Jean-Marie Bureau         | CD (PDM)       | 5 656  | 10,84  |  |  |  |
|                | René Maillard             | FGDS (SFIO)    | 5 550  | 10,64  |  |  |  |
|                | Jean Vancraeyenest        | PSU            | 3 186  | 6,11   |  |  |  |
|                |                           |                |        |        |  |  |  |
| Inscrits       | Inscrits                  | Inscrits       | 67 588 | 100,00 |  |  |  |
| Abstentions    | Abstentions               | Abstentions    | 14 817 | 21,92  |  |  |  |
| Votants        | Votants                   | Votants        | 52 771 | 78,08  |  |  |  |
| Blancs et nuls | Blancs et nuls            | Blancs et nuls | 616    | 1,17   |  |  |  |
| Exprimés       | Exprimés                  | Exprimés       | 52 155 | 98,83  |  |  |  |

Le suppléant de Jean Falala était François Guyard.

### Élections de 1973
| Candidat       | Candidat                  | Parti          | Premier tour | Premier tour | Second tour | Second tour |  |
| Candidat       | Candidat                  | Parti          | Voix         | %            | Voix        | %           |  |
| -------------- | ------------------------- | -------------- | ------------ | ------------ | ----------- | ----------- |  |
|                | Jean Falala sortant réélu | UDR (URP)      | 23 376       | 41,66        | 31 540      | 57,11       |  |
|                | Michel Delaitre           | PCF            | 12 675       | 22,59        | 23 682      | 42,89       |  |
|                | Gilles Quénard            | PS (UGSD)      | 10 355       | 18,45        | Retrait     | Retrait     |  |
|                | Robert Roy                | Rad (MR)       | 5 560        | 9,91         |             |             |  |
|                | Noël-Georges Durand       | Divers droite  | 2 278        | 4,06         |             |             |  |
|                | Françoise Miard           | LO             | 1 869        | 3,33         |             |             |  |
|                |                           |                |              |              |             |             |  |
| Inscrits       | Inscrits                  | Inscrits       | 70 863       | 100,00       | 70 864      | 100,00      |  |
| Abstentions    | Abstentions               | Abstentions    | 13 634       | 19,24        | 13 374      | 18,87       |  |
| Votants        | Votants                   | Votants        | 57 229       | 80,76        | 57 490      | 81,13       |  |
| Blancs et nuls | Blancs et nuls            | Blancs et nuls | 1 116        | 1,95         | 2 268       | 3,95        |  |
| Exprimés       | Exprimés                  | Exprimés       | 56 113       | 98,05        | 55 222      | 96,05       |  |

La suppléante de Jean Falala était Thérèse Guérin, militante d'action sociale.

### Élections de 1978
| Candidat       | Candidat                  | Parti             | Premier tour | Premier tour | Second tour | Second tour |  |
| Candidat       | Candidat                  | Parti             | Voix         | %            | Voix        | %           |  |
| -------------- | ------------------------- | ----------------- | ------------ | ------------ | ----------- | ----------- |  |
|                | Jean Falala sortant réélu | RPR               | 26 394       | 39,29        | 37 727      | 56,14       |  |
|                | Michel Delaitre           | PCF               | 15 655       | 23,3         | 29 480      | 43,86       |  |
|                | Jean-Claude Fontalirand   | PS                | 12 330       | 18,35        | Retrait     | Retrait     |  |
|                | Jean-Marie Beaupuy        | UDF (PR)          | 6 898        | 10,27        |             |             |  |
|                | Michel Gruyer-Eyrignoux   | Divers écologiste | 2 119        | 3,15         |             |             |  |
|                | Robert Roy                | Rad               | 1 304        | 1,94         |             |             |  |
|                | Françoise Miard           | LO                | 970          | 1,44         |             |             |  |
|                | Jean-Claude Morlet        | PSU (FA)          | 689          | 1,03         |             |             |  |
|                | Bernard Saulet            | Divers écologiste | 321          | 0,48         |             |             |  |
|                | Isabelle Rousseau         | UGP               | 288          | 0,43         |             |             |  |
|                | Johan Thomas              | UOPDP             | 211          | 0,31         |             |             |  |
|                |                           |                   |              |              |             |             |  |
| Inscrits       | Inscrits                  | Inscrits          | 80 365       | 100,00       | 80 421      | 100,00      |  |
| Abstentions    | Abstentions               | Abstentions       | 11 243       | 13,99        | 11 307      | 14,06       |  |
| Votants        | Votants                   | Votants           | 69 122       | 86,01        | 69 114      | 85,94       |  |
| Blancs et nuls | Blancs et nuls            | Blancs et nuls    | 1 943        | 2,81         | 1 907       | 2,76        |  |
| Exprimés       | Exprimés                  | Exprimés          | 67 179       | 97,19        | 67 207      | 97,24       |  |

Le suppléant de Jean Falala était François Charpentier, docteur vétérinaire.

### Élections de 1981
| Candidat       | Candidat                  | Parti             | Premier tour | Premier tour | Second tour | Second tour |  |
| Candidat       | Candidat                  | Parti             | Voix         | %            | Voix        | %           |  |
| -------------- | ------------------------- | ----------------- | ------------ | ------------ | ----------- | ----------- |  |
|                | Jean Falala sortant réélu | RPR (UNM)         | 28 614       | 49,95        | 32 319      | 52,16       |  |
|                | François Letzgus          | PS                | 17 073       | 29,80        | 29 647      | 47,84       |  |
|                | Gilles Rasselet           | PCF               | 8 906        | 15,55        |             |             |  |
|                | Michel Gruyer-Eyrignoux   | Divers écologiste | 1 637        | 2,86         |             |             |  |
|                | Étienne Blocquaux         | PSU               | 1 057        | 1,85         |             |             |  |
|                |                           |                   |              |              |             |             |  |
| Inscrits       | Inscrits                  | Inscrits          | 83 705       | 100,00       | 83 705      | 100,00      |  |
| Abstentions    | Abstentions               | Abstentions       | 25 969       | 31,02        | 21 140      | 25,26       |  |
| Votants        | Votants                   | Votants           | 57 736       | 68,98        | 62 565      | 74,74       |  |
| Blancs et nuls | Blancs et nuls            | Blancs et nuls    | 449          | 0,78         | 599         | 0,96        |  |
| Exprimés       | Exprimés                  | Exprimés          | 57 287       | 99,22        | 61 966      | 99,04       |  |

Le suppléant de Jean Falala était Jean-Claude Thomas, chirurgien dentiste.

### Élections de 1988
| Candidat       | Candidat                    | Parti             | Premier tour | Premier tour | Second tour | Second tour |  |
| Candidat       | Candidat                    | Parti             | Voix         | %            | Voix        | %           |  |
| -------------- | --------------------------- | ----------------- | ------------ | ------------ | ----------- | ----------- |  |
|                | Georges Colin sortant réélu | PS                | 14 049       | 39,73        | 20 654      | 53,56       |  |
|                | Jean-Louis Schneiter        | UDF (CDS) (URC)   | 13 505       | 38,19        | 17 911      | 46,44       |  |
|                | Jean-Michel La Rosa         | FN                | 3 085        | 8,72         |             |             |  |
|                | André Borchini              | PCF               | 2 764        | 7,82         |             |             |  |
|                | François Delmotte           | Divers écologiste | 1 671        | 4,73         |             |             |  |
|                | Lionel Lefèvre              | POE               | 288          | 0,81         |             |             |  |
|                |                             |                   |              |              |             |             |  |
| Inscrits       | Inscrits                    | Inscrits          | 58 380       | 100,00       | 58 373      | 100,00      |  |
| Abstentions    | Abstentions                 | Abstentions       | 22 460       | 38,47        | 19 040      | 32,62       |  |
| Votants        | Votants                     | Votants           | 35 920       | 61,53        | 39 333      | 67,38       |  |
| Blancs et nuls | Blancs et nuls              | Blancs et nuls    | 558          | 1,55         | 768         | 1,95        |  |
| Exprimés       | Exprimés                    | Exprimés          | 35 362       | 98,45        | 38 565      | 98,05       |  |

Le suppléant de Georges Colin était Michel Voisin, conseiller général, maire de Cormontreuil.

### Élections de 1993
| Candidat       | Candidat                | Parti             | Premier tour | Premier tour | Second tour | Second tour |  |
| Candidat       | Candidat                | Parti             | Voix         | %            | Voix        | %           |  |
| -------------- | ----------------------- | ----------------- | ------------ | ------------ | ----------- | ----------- |  |
|                | Jean-Claude Étienne élu | RPR (UPF)         | 11 000       | 28,41        | 20 680      | 56,59       |  |
|                | Michel Voisin           | PS (ADFP)         | 7 702        | 19,89        | 15 864      | 43,41       |  |
|                | Jean-Marie Beaupuy      | UDF (AD)          | 6 328        | 16,34        |             |             |  |
|                | Jean-Michel La Rosa     | FN                | 5 136        | 13,26        |             |             |  |
|                | François Delmotte       | Les Verts (EÉ)    | 2 705        | 6,99         |             |             |  |
|                | Éva Mourot              | PCF               | 2 257        | 5,83         |             |             |  |
|                | Philippe Goiset         | LO                | 1 121        | 2,89         |             |             |  |
|                | Catherine d'Achon       | Divers écologiste | 1 084        | 2,8          |             |             |  |
|                | Frédéric Gillet         | Extrême droite    | 741          | 1,91         |             |             |  |
|                | Alain Cartiser          | Divers écologiste | 416          | 1,07         |             |             |  |
|                | Joël Parisot            | Extrême droite    | 232          | 0,6          |             |             |  |
|                |                         |                   |              |              |             |             |  |
| Inscrits       | Inscrits                | Inscrits          | 61 072       | 100,00       | 61 069      | 100,00      |  |
| Abstentions    | Abstentions             | Abstentions       | 20 524       | 33,61        | 22 049      | 36,11       |  |
| Votants        | Votants                 | Votants           | 40 548       | 66,39        | 39 020      | 63,89       |  |
| Blancs et nuls | Blancs et nuls          | Blancs et nuls    | 1 826        | 4,5          | 2 476       | 6,35        |  |
| Exprimés       | Exprimés                | Exprimés          | 38 722       | 95,5         | 36 544      | 93,65       |  |

Le suppléant de Jean-Claude Étienne était Michel Caquot, maire de Muizon.

### Élections de 1997
| Candidat       | Candidat                          | Parti             | Premier tour | Premier tour | Second tour | Second tour |  |
| Candidat       | Candidat                          | Parti             | Voix         | %            | Voix        | %           |  |
| -------------- | --------------------------------- | ----------------- | ------------ | ------------ | ----------- | ----------- |  |
|                | Jean-Claude Étienne sortant réélu | RPR               | 12 855       | 33,13        | 20 724      | 50,95       |  |
|                | Jean-Claude Laval                 | PS                | 10 267       | 26,46        | 19 952      | 49,05       |  |
|                | Jean-Michel La Rosa               | FN                | 6 437        | 16,59        |             |             |  |
|                | Éva Mourot                        | PCF               | 2 478        | 6,39         |             |             |  |
|                | Viviane Orban                     | Les Verts         | 1 622        | 4,18         |             |             |  |
|                | Philippe Goiset                   | LO                | 1 320        | 3,4          |             |             |  |
|                | Aimery de Dinechin                | LDI (MPF)         | 1 298        | 3,34         |             |             |  |
|                | Patrice Poplimont                 | Divers écologiste | 1 172        | 3,02         |             |             |  |
|                | François Delmotte                 | Divers écologiste | 758          | 1,95         |             |             |  |
|                | Jean-Christophe Le Ray            | LCR               | 600          | 1,55         |             |             |  |
|                |                                   |                   |              |              |             |             |  |
| Inscrits       | Inscrits                          | Inscrits          | 62 365       | 100,00       | 62 364      | 100,00      |  |
| Abstentions    | Abstentions                       | Abstentions       | 21 919       | 35,15        | 19 518      | 31,3        |  |
| Votants        | Votants                           | Votants           | 40 446       | 64,85        | 42 846      | 68,7        |  |
| Blancs et nuls | Blancs et nuls                    | Blancs et nuls    | 1 639        | 4,05         | 2 170       | 5,06        |  |
| Exprimés       | Exprimés                          | Exprimés          | 38 807       | 95,95        | 40 676      | 94,94       |  |

Le suppléant de Jean-Claude Étienne était Michel Caquot.

### Élections de 2002
| Candidat       | Candidat                  | Parti                      | Premier tour | Premier tour | Second tour | Second tour |  |
| Candidat       | Candidat                  | Parti                      | Voix         | %            | Voix        | %           |  |
| -------------- | ------------------------- | -------------------------- | ------------ | ------------ | ----------- | ----------- |  |
|                | Adeline Hazan             | PS (Les Verts)             | 11 707       | 30,39        | 16 449      | 46,05       |  |
|                | Catherine Vautrin élue    | Divers droite (Maj. prés.) | 7 800        | 20,25        | 19 273      | 53,95       |  |
|                | Jacques Douadi            | UDF                        | 5 333        | 13,84        |             |             |  |
|                | Claude Maffioli           | UMP                        | 4 533        | 11,77        |             |             |  |
|                | Séverina Chazerie         | FN                         | 4 343        | 11,27        |             |             |  |
|                | Monique Foulard           | PCF                        | 950          | 2,47         |             |             |  |
|                | Louis Ansay               | MPF                        | 704          | 1,83         |             |             |  |
|                | Patrick Lejeune           | LT-LNÉ                     | 648          | 1,68         |             |             |  |
|                | Marie-Hélène Bourdaud'Hui | LCR                        | 616          | 1,6          |             |             |  |
|                | Thomas Rose               | LO                         | 585          | 1,52         |             |             |  |
|                | Nicole Trémoulet          | MNR                        | 415          | 1,08         |             |             |  |
|                | Françoise Bernard         | Pôle républicain           | 372          | 0,97         |             |             |  |
|                | Pascal Fetkenheuer        | Divers écologiste          | 221          | 0,57         |             |             |  |
|                | Christian Sanchez         | GÉ                         | 157          | 0,41         |             |             |  |
|                | Roger Paris               | CNIP                       | 142          | 0,37         |             |             |  |
|                |                           |                            |              |              |             |             |  |
| Inscrits       | Inscrits                  | Inscrits                   | 64 859       | 100,00       | 64 862      | 100,00      |  |
| Abstentions    | Abstentions               | Abstentions                | 25 650       | 39,55        | 27 814      | 42,88       |  |
| Votants        | Votants                   | Votants                    | 39 209       | 60,45        | 37 048      | 57,12       |  |
| Blancs et nuls | Blancs et nuls            | Blancs et nuls             | 683          | 1,74         | 1 326       | 3,58        |  |
| Exprimés       | Exprimés                  | Exprimés                   | 38 526       | 98,26        | 35 722      | 96,42       |  |

Le suppléant de Catherine Vautrin était Philippe Feneuil, viticulteur, maire de Chamery. Philippe Feneuil remplaça Catherine Vautrin, nommée membre du gouvernement, du 1er mai 2004 au 19 juin 2007.

### Élections de 2007
| Candidat       | Candidat                          | Parti          | Premier tour | Premier tour | Second tour | Second tour |  |
| Candidat       | Candidat                          | Parti          | Voix         | %            | Voix        | %           |  |
| -------------- | --------------------------------- | -------------- | ------------ | ------------ | ----------- | ----------- |  |
|                | Catherine Vautrin sortante réélue | UMP            | 17 996       | 47,75        | 20 511      | 56,93       |  |
|                | Adeline Hazan                     | PS             | 9 862        | 26,17        | 15 520      | 43,07       |  |
|                | Jacques Douadi                    | UDF–MoDem      | 4 155        | 11,03        |             |             |  |
|                | Hélène Piault-Maurel              | FN             | 1 579        | 4,19         |             |             |  |
|                | Thierry Wippler                   | Les Verts      | 1 044        | 2,77         |             |             |  |
|                | Mathilde Lasserre                 | LCR            | 1 023        | 2,71         |             |             |  |
|                | Patrice Monoy                     | PCF            | 828          | 2,2          |             |             |  |
|                | Thomas Rose                       | LO             | 478          | 1,27         |             |             |  |
|                | Anne Lauwaert                     | MPF            | 291          | 0,77         |             |             |  |
|                | Colette Leclercq-Chaudet          | Divers         | 229          | 0,61         |             |             |  |
|                | Martine Dervin                    | MNR            | 200          | 0,53         |             |             |  |
|                |                                   |                |              |              |             |             |  |
| Inscrits       | Inscrits                          | Inscrits       | 67 392       | 100,00       | 67 389      | 100,00      |  |
| Abstentions    | Abstentions                       | Abstentions    | 28 838       | 42,79        | 30 138      | 44,72       |  |
| Votants        | Votants                           | Votants        | 38 554       | 57,21        | 37 251      | 55,28       |  |
| Blancs et nuls | Blancs et nuls                    | Blancs et nuls | 869          | 2,25         | 1 220       | 3,28        |  |
| Exprimés       | Exprimés                          | Exprimés       | 37 685       | 97,75        | 36 031      | 96,72       |  |

### Élections de 2012
| Candidat       | Candidat                          | Parti          | Premier tour | Premier tour | Second tour | Second tour |  |
| Candidat       | Candidat                          | Parti          | Voix         | %            | Voix        | %           |  |
| -------------- | --------------------------------- | -------------- | ------------ | ------------ | ----------- | ----------- |  |
|                | Catherine Vautrin sortante réélue | UMP            | 16 703       | 41,81        | 20 640      | 53,04       |  |
|                | Éric Quénard                      | PS             | 14 427       | 36,11        | 18 274      | 46,96       |  |
|                | Pascale Evanno                    | RBM (FN)       | 5 080        | 12,72        |             |             |  |
|                | Françoise Georges                 | FG (PG) (C&A)  | 1 454        | 3,64         |             |             |  |
|                | Nadine Cortial                    | EÉLV           | 1 037        | 2,60         |             |             |  |
|                | Florence Gaucher                  | LT-LNÉ         | 382          | 0,96         |             |             |  |
|                | Jeannine Mazzoleni-Moyse          | DLR            | 258          | 0,65         |             |             |  |
|                | Thomas Rose                       | LO             | 216          | 0,54         |             |             |  |
|                | Catherine Huat                    | AÉI            | 192          | 0,48         |             |             |  |
|                | Élodie Julhes                     | NPA            | 186          | 0,47         |             |             |  |
|                | Patrick Weber                     | Divers         | 14           | 0,04         |             |             |  |
|                |                                   |                |              |              |             |             |  |
| Inscrits       | Inscrits                          | Inscrits       | 72 609       | 100,00       | 72 605      | 100,00      |  |
| Abstentions    | Abstentions                       | Abstentions    | 32 223       | 44,38        | 32 747      | 45,1        |  |
| Votants        | Votants                           | Votants        | 40 386       | 55,62        | 39 858      | 54,9        |  |
| Blancs et nuls | Blancs et nuls                    | Blancs et nuls | 437          | 1,08         | 944         | 2,37        |  |
| Exprimés       | Exprimés                          | Exprimés       | 39 949       | 98,92        | 38 914      | 97,63       |  |

### Élections de 2017
|                                                                          |                                                                                              |                           |                           |                          |                          |
|                                                                          |                                                                                              | Premier tour 11 juin 2017 | Premier tour 11 juin 2017 | Second tour 18 juin 2017 | Second tour 18 juin 2017 |
|                                                                          |                                                                                              |                           |                           |                          |                          |
|                                                                          |                                                                                              | Nombre                    | % des inscrits            | Nombre                   | % des inscrits           |
| Inscrits                                                                 | Inscrits                                                                                     | 73 133                    | 100,00                    | 73 130                   | 100,00                   |
| Abstentions                                                              | Abstentions                                                                                  | 38 206                    | 52,24                     | 42 601                   | 58,25                    |
| Votants                                                                  | Votants                                                                                      | 34 927                    | 47,76                     | 30 529                   | 41,75                    |
|                                                                          |                                                                                              |                           | % des votants             |                          | % des votants            |
| Bulletins blancs                                                         | Bulletins blancs                                                                             | 296                       | 0,85                      | 1 990                    | 6,52                     |
| Bulletins nuls                                                           | Bulletins nuls                                                                               | 154                       | 0,44                      | 855                      | 2,80                     |
| Suffrages exprimés                                                       | Suffrages exprimés                                                                           | 34 477                    | 98,71                     | 27 684                   | 90,68                    |
|                                                                          |                                                                                              |                           |                           |                          |                          |
| Candidat Étiquette politique (partis et alliances)                       | Candidat Étiquette politique (partis et alliances)                                           | Voix                      | % des exprimés            | Voix                     | % des exprimés           |
|                                                                          |                                                                                              |                           |                           |                          |                          |
|                                                                          | Aina Kuric La République en marche                                                           | 11 839                    | 34,34                     | 14 176                   | 51,21                    |
|                                                                          | Catherine Vautrin (députée sortante) Les Républicains (Union des démocrates et indépendants) | 9 115                     | 26,44                     | 13 508                   | 48,79                    |
|                                                                          | Cindy Demange Front national                                                                 | 5 552                     | 16,10                     |                          |                          |
|                                                                          | Victorien Pâté La France insoumise                                                           | 3 459                     | 10,03                     |                          |                          |
|                                                                          | Imane Maniani Parti socialiste                                                               | 1 869                     | 5,42                      |                          |                          |
|                                                                          | Patricia Coradel Europe Écologie Les Verts                                                   | 913                       | 2,65                      |                          |                          |
|                                                                          | Daniel Ménard Debout la France                                                               | 654                       | 1,90                      |                          |                          |
|                                                                          | Catherine Huat Écologiste (Mouvement 100 %)                                                  | 410                       | 1,19                      |                          |                          |
|                                                                          | Thomas Rose Lutte ouvrière                                                                   | 345                       | 1,00                      |                          |                          |
|                                                                          | Evelyne Fernandez-Toussaint Divers (Union populaire républicaine)                            | 187                       | 0,54                      |                          |                          |
|                                                                          | Axel Gaucher Divers (Antikor)                                                                | 134                       | 0,39                      |                          |                          |
| Source : Ministère de l'Intérieur - Deuxième circonscription de la Marne |                                                                                              |                           |                           |                          |                          |

### Élections de 2022
| Résultats des élections législatives des 12 et 19 juin 2022 de la 2e circonscription de la Marne |                          |                          |                          |              |              |             |             |
| Candidat                                                                                         | Candidat                 | Parti et coalition       | Nuance                   | Premier tour | Premier tour | Second tour | Second tour |
| Candidat                                                                                         | Candidat                 | Parti et coalition       | Nuance                   | Voix         | %            | Voix        | %           |
|                                                                                                  | Lynda Meguenine          | LFI                      | NUP                      | 7 369        | 22,46        | 12 079      | 45,18       |
|                                                                                                  | Anne-Sophie Frigout      | RN                       | RN                       | 7 213        | 21,98        | 14 655      | 54,82       |
|                                                                                                  | Laure Miller             | LREM                     | ENS                      | 6 964        | 21,23        |             |             |
|                                                                                                  | Aina Kuric*              | HOR diss.                | DVC                      | 4 103        | 12,51        |             |             |
|                                                                                                  | Stéphane Lang            | LR                       | LR                       | 3 565        | 10,87        |             |             |
|                                                                                                  | Jean-Claude Philipot     | REC                      | REC                      | 1 603        | 4,89         |             |             |
|                                                                                                  | Nesma Sayoud             | EAC                      | ECO                      | 1 139        | 3,47         |             |             |
|                                                                                                  | Thomas Rose              | LO                       | DXG                      | 461          | 1,41         |             |             |
|                                                                                                  | Werner Laventure         | LP                       | DSV                      | 392          | 1,19         |             |             |
| Votes valides                                                                                    | Votes valides            | Votes valides            | Votes valides            | 32 809       | 95,51        | 26 734      | 82,02       |
| Votes blancs                                                                                     | Votes blancs             | Votes blancs             | Votes blancs             | 438          | 1,28         | 4 710       | 14,45       |
| Votes nuls                                                                                       | Votes nuls               | Votes nuls               | Votes nuls               | 1 103        | 3,21         | 1 150       | 3,53        |
| Total                                                                                            | Total                    | Total                    | Total                    | 34 350       | 100          | 32 594      | 100         |
| Abstention                                                                                       | Abstention               | Abstention               | Abstention               | 40 287       | 53,98        | 42 068      | 56,34       |
| Inscrits / participation                                                                         | Inscrits / participation | Inscrits / participation | Inscrits / participation | 74 637       | 46,02        | 74 662      | 43,66       |

Cette élection est annulée le 2 décembre 2022, par le conseil constitutionnel, à la suite du recours déposé par Laure Miller, en raison d'un nombre important de bulletins de vote déclarés nuls. Les électeurs sont donc rappelés aux urnes les 22 et 29 janvier 2023.

### Élection partielle de 2023
Une élection partielle est donc convoquée le 22 janvier 2023 en vue de pourvoir au siège vacant de cette circonscription. Le second tour du scrutin a eu lieu le 29 janvier 2023.
| Candidats aux élections législatives des 22 et 29 janvier 2023 de la 2e circonscription de la Marne, |                          |                          |                          |              |              |             |             |
| Candidat                                                                                             | Candidat                 | Parti et coalition       | Nuance                   | Premier tour | Premier tour | Second tour | Second tour |
| Candidat                                                                                             | Candidat                 | Parti et coalition       | Nuance                   | Voix         | %            | Voix        | %           |
| | Anne-Sophie Frigout *    | RN                       | RN                       | 6 059        | 34,80        | 8 418       | 48,20       |
| | Laure Miller             | LREM                     | ENS                      | 5 228        | 30,03        | 9 047       | 51,80       |
| | Victorien Pâté           | LFI                      | NUP                      | 2 815        | 16,17        |             |             |
| | Stéphane Lang            | LR                       | LR                       | 1 929        | 11,08        |             |             |
| | Nesma Sayoud             | Écologie au centre       | ECO                      | 521          | 2,99         |             |             |
| | Marie Pace               | Reconquête !             | REC                      | 436          | 2,50         |             |             |
| | Thomas Rose              | Lutte ouvrière           | EXG                      | 309          | 1,77         |             |             |
| | Pierre Schwarz           | Sans étiquette           | SE                       | 114          | 0,65         |             |             |
| | Salvador Ribeiro         | Sans étiquette           | SE                       | 1            | 0,01         |             |             |
| Votes valides                                                                                        | Votes valides            | Votes valides            | Votes valides            | 17 411       | 97,77        | 17 465      | 93,38       |
| Votes blancs                                                                                         |                          |                          |                          |              |              |             |             |
| Votes nuls                                                                                           |                          |                          |                          |              |              |             |             |
| Total                                                                                                | Total                    | Total                    | Total                    | 17 809       | 100,00       | 18 704      | 100         |
| Abstention                                                                                           | Abstention               | Abstention               | Abstention               | 56 504       | 76,04        | 55 617      | 74,83       |
| Inscrits / participation                                                                             | Inscrits / participation | Inscrits / participation | Inscrits / participation | 74 313       | 23,96        | 74 321      | 25,17       |

### Élections de 2024
| Résultats des élections législatives des 30 juin et 7 juillet 2024 de la 2e circonscription de la Marne |                          |                          |                          |              |              |             |             |
| Candidat                                                                                                | Candidat                 | Parti et coalition       | Nuance                   | Premier tour | Premier tour | Second tour | Second tour |
| Candidat                                                                                                | Candidat                 | Parti et coalition       | Nuance                   | Voix         | %            | Voix        | %           |
| | Anne-Sophie Frigout      | RN                       | RN                       | 17 645       | 36,34        | 19 859      | 41,92       |
| | Laure Miller             | RE (ENS)                 | ENS                      | 14 756       | 30,39        | 27 511      | 58,08       |
| | Stéphane Pirouelle       | LFI (NFP)                | UG                       | 10 560       | 21,75        | Retrait     | Retrait     |
| | Stéphane Lang            | LR                       | DVD                      | 3 425        | 7,05         |             |             |
| | Ghislain Wysocinski      | ÉAC                      | ECO                      | 1 301        | 2,68         |             |             |
| | Marie Pace               | REC                      | REC                      | 446          | 0.92         |             |             |
| | Thomas Rose              | LO                       | EXG                      | 420          | 0.87         |             |             |
| |                          |                          |                          |              |              |             |             |
| Votes valides                                                                                           | Votes valides            | Votes valides            | Votes valides            | 48 553       | 98.20        |             |             |
| Votes blancs                                                                                            | Votes blancs             | Votes blancs             | Votes blancs             | 552          | 1.12         |             |             |
| Votes nuls                                                                                              | Votes nuls               | Votes nuls               | Votes nuls               | 338          | 0.68         |             |             |
| Total                                                                                                   | Total                    | Total                    | Total                    | 49 443       | 100          |             | 100         |
| Abstention                                                                                              | Abstention               | Abstention               | Abstention               | 25 184       | 33.75        |             |             |
| Inscrits / participation                                                                                | Inscrits / participation | Inscrits / participation | Inscrits / participation | 74 627       | 66.25        |             |             |

#### Département de la Marne
- La fiche de l'INSEE de cette circonscription : « Tableaux et Analyses de la deuxième circonscription de la Marne », sur insee.fr, site de l'Institut national de la statistique et des études économiques (consulté le 10 juin 2007) [PDF]

- « Tous les députés du département de la Marne depuis 1789 », sur assemblee-nationale.fr, site de l'Assemblée nationale française (consulté le 10 juin 2007)

- « Informations contentieuses sur le département de la Marne (Élections législatives de 2002) »(Archive.org • Wikiwix • Archive.is • Google • Que faire ?), sur conseil-constitutionnel.fr, site du Conseil constitutionnel (consulté le 13 juin 2007)

#### Circonscriptions en France
- « Carte des circonscriptions législatives en France », sur assemblee-nationale.fr, site de l'Assemblée nationale française (consulté le 10 juin 2007)

- « Résultats électoraux officiels en France »(Archive.org • Wikiwix • Archive.is • Google • Que faire ?), sur interieur.gouv.fr, site du ministère de l'Intérieur (France) (consulté le 13 juin 2007)

- Description et Atlas des circonscriptions électorales de France sur http://www.atlaspol.com, Atlaspol, site de cartographie géopolitique, consulté le 13 juin 2007.